# Jindřich Percy (2. hrabě z Northumberlandu)
Jindřich Percy, 2. hrabě z Northumberlandu (3. únor 1392 – 22. květen 1455), byl synem Harryho Percyho a jeho manželky Alžběty Mortimerové, dcery Edmunda Mortimera, 3. hraběte z Marchu a Filipy Plantagenetové.
Roku 1416 se dočkal obnovení přízně krále Jindřicha V. a obdržel panství děda z otcovy strany Jindřicha Percyho, 1. hraběte z Northumberlandu a také jeho titul.
Byl velkým příznivcem Jindřicha V. až do jeho smrti 31. srpna 1422. Po Jindřichovi V. na anglický trůn nastoupil jeho tehdy osmiletý syn Jindřich VI. a Jindřich Percy byl zpočátku členem rady regentů mladého krále.
Později se zapojil do války růží, která ho postavila do nezáviděníhodné situace. Jeho oddanost králi vyžadovala podporu rodu Lancasterů, ale zároveň byl bratrancem Anny Mortimerové a příbuzným Richarda Plantageneta, vévody z Yorku, vůdčího představitele rodu Yorků. 22. května 1455 se zapojil do první bitvy u St Albans, prvního válečného střetu války růží, a stal se jednou jejích obětí.
Percy se oženil s Eleanor Nevillovou, dcerou Ralfa Neville a jeho druhé manželky Jany Beaufortové. Mezi jeho příbuznými byli Richard Neville, hrabě ze Salisbury a Cecílie Nevillová, matka Eduarda IV. a Richarda III.